# Кладбище «Куле» (Ченстохова)
Кладбище Куле в Ченстохове — некрополь, расположенный на небольшом холме, к северу от центра Ченстоховы. Основано в центре пригорода Куле в 1882, после переноса кладбища в районе улицы Заводской (в настоящее время Мильцарского) и Беседки Первые захоронения сделаны два года спустя.
На сегодня сохранилось около тысячи надгробий старше 1939 года, в том числе сто конца XIX века. Среди них есть две семейные часовни: Кучиньских, а также Шанявских и Новинских. Кроме того, десятки старинных могил, в частности Владислава Беганьского.
На территории кладбища находится неоготическая часовня Воскресения Господа, построенная в 1898 году и перестроенная в шестидесятых.
В выделенной юго-восточной части находится православный участок, где похоронены царские чиновники и военные. Здесь находится также захоронение воинов Красной Армии и памятник местного скульптора Стефана Поличиньского, воздвигнутый в их честь.

## Захоронения
- братская могила 91 человек: военных, членов тайной организации и гражданских лиц, расстрелянных фашистами в Аполонке около Янова 13 августа 1940 года;
- братская могила военных, погибших в сентябре 1939;
- участок воинов, погибших во время Первой мировой войны и две могилы солдат Войска Польского 1920 года;
- памятник погибшим в Катыни;
- братская могила неизвестных немецких солдат, погибших во время II Мировой войны;
- шесть братских могил военных, жертв нацистского террора, погибших в 1939—1944 годы;
- братская могила 10 военнопленных из Заводья, расстрелянных фашистами 25 марта 1944 в Ченстохове, ул. Паулинской (в настоящее время Кубины);
- четыре братские могилы военных, жертв нацистского террора, погибших в первые дни сентября 1939 (в том числе жертв «кровавого понедельника»[пол.]);
- братские и отдельные могилы солдат, погибших в Первой мировой войне и войне 1920 года;
- могилы ветеранов восстания 1863-го;
- памятный камень в честь павших воспитанников I Гимназии Польской в Ченстохове, воевавших в легионах и других военных частях в 1914—1918 годах;
- братская могила 10 членов движения сопротивления, расстрелянных 3 марта 1944 в отместку за попытку нападения на немецкую таможню;
- братская могила 20 членов Армии Людовой и Армии Крайовой расстрелянных 16 декабря 1943 фашистами на лесной поляне возле деревни Выгода за саботаж на комбинате «Раков»;
- могила члена Польской социалистической партии Евгениуша Холубичка (пол. Eugeniusz Hołubiczka) и доска в честь героев ПСП, павшим в борьбе за социализм независимость Польши;
- две могилы солдат подпольной армии: Лешека Казимира Ляписа и Генриха Тумиловича, погибших под Ченжковицами 20 октября 1943;
- могила с останками убитых в Дахау;
- могила рядового 2 полка стрелкового гарнизона Станислава Любельского;
- символическая могила, памяти убитых сибиряков и кресовяков;
- могила царского генерала Прокофия Яковлевича Павлова;
- могила Софии Идзиковской, директора I лицея им. Юлиуша Словацкого, которая во время II мировой войны тайно учила молодёжь;
- могила Мечислава Болеслава Хофмана, создатели «Садов Хофмана» и депутата Ченстоховы;
- могила Януша Гнятковского, певца;
- могила Януша Кохановского, юриста;
- могила Героя Советского Союза М. А. Либмана (№ 21);
- могила Героя Советского Союза Г. П. Александрова;
- могила Героя Советского Союза В. И. Новикова;
- могила Героя Советского Союза И.И. Григорьева;
- могила Героя Советского Союза П.И. Гучка
- могила отца Дмитрия Кивы, руководителя концерна Антонов;
- могила Януша Пловецкого — писателя, журналиста, диктора и главного редактора «Жизни Ченстоховы».
- могила военного оператора В. А. Сущинского.
- братские могилы советских военнопленных, погибших в местном концлагере для пленных Stalag 367.

Осенью 2005 года вышла книга «Кладбище Куле в Ченстохове. Биографический справочник», написанной Юлиушем Сентовским.